# Junkersdorf (Kolonia)
Junkersdorf, Köln-Junkersdorf — dzielnica miasta Kolonia w Niemczech, w okręgu administracyjnym Lindenthal, w kraju związkowym Nadrenia Północna-Westfalia, na lewym brzegu Renu. 